# منور (جبلة)

تعديل مصدري - تعديل

منور هي إحدى قرى عزلة المعشار بمديرية جبلة التابعة لمحافظة إب، بلغ تعداد سكانها 653 نسمة حسب تعداد اليمن لعام 2004.